# Strombomonas verrucosa
Strombomonas verrucosa is een soort in de taxonomische indeling van de Euglenozoa. Deze micro-organismen zijn eencellig en meestal rond de 15-40 mm groot. Het organisme komt uit het geslacht Strombomonas en behoort tot de familie Euglenaceae. Strombomonas verrucosa werd ontdekt door Deflandre.